# Ercoli-Cavallone
Ercoli-Cavallone is een Italiaans historisch merk van motorfietsen.
De bedrijfsnaam was: Motocicli Ercoli-Cavallone, Torino.
Dit was een weinig succesvol merk dat in 1922 en 1923 een 500cc-tweetakt-V-twin bouwde. De cilinders waren uit elkaar geplaatst zodat elke cilinder zijn eigen voorcompressieruimte had. In het carter zat een scheidingswand. De achterste cilinder had hierdoor een betere koeling.
Voor de smering van de cilinders had de machine twee aparte oliepompen. Het was een blokmotor met geïntegreerde versnellingsbak en voor zowel de primaire- als de secundaire aandrijving was een ketting gebruikt.